# Lotsen från Moluckas
Lotsen från Moluckas är en radiopjäs av Harry Martinson från 1937.
Den handlar om Magellans världsomsegling. Verket skrevs först som en opublicerad novell på 1920-talet och omarbetades senare till en radiopjäs. Den sändes första gången i Sveriges radio den 10 januari 1937 i Alf Sjöbergs regi och utgavs senare i bokform. I förordet till boken skrev Gunnar Ollén: "Säkert är Lotsen från Moluckas ett av de mest egenartade hörspel som någonsin framförts. Lyriken med sin rytm av eviga vågor och vidder dominerar helt över det dramatiska, men den spännkraft som Martinson inte ett ögonblick eftersträvat har han ändå fått till skänks genom själva ämnet, det väldiga äventyret."